# Störche – Abenteuer im Anflug
Störche – Abenteuer im Anflug (Originaltitel: Storks) ist ein US-amerikanischer Computeranimationsfilm von Nicholas Stoller und Doug Sweetland aus dem Jahr 2016. Der Film feierte am 17. September 2016 Premiere und kam am 27. Oktober 2016 in die deutschen Kinos.

## Handlung
Die Firma Cornerstore, deren Mitarbeiter fast ausschließlich Weißstörche sind, war eine Zeit lang dafür zuständig, Babys an Menschen auszuliefern, hat sich mittlerweile jedoch zu einem Paketdienst umfirmiert. Junior, einer der besten Lieferstörche von Cornerstore, arbeitet hart, um von seinem Chef endlich befördert zu werden. Seine größte Sorge gilt aber der chaotischen Tulip, welche vor vielen Jahren das letzte produzierte Baby gewesen war, jedoch nicht mehr an Menschen ausgeliefert werden konnte.
Als Tulip nun eines Tages aus Versehen die lange ausgeschaltete Babymaschine anwirft und vor den beiden plötzlich ein menschlicher Säugling sitzt, ist die Sorge groß. Junior bangt um seine Beförderung und plant, das Baby heimlich an Menschen auszuliefern und so vor seinem Chef zu verheimlichen. Junior und Tulip fliegen also zusammen los, nur um kurze Zeit später in einer eisigen Gegend abzustürzen. Mitten im Nirgendwo begegnen sie auch noch einem Rudel Wölfe, die das Baby in ihr Herz schließen und es selber aufziehen wollen. Nur Haarscharf entkommen sie ihnen und setzen ihre Reise fort.
Währenddessen findet die hinterhältige Taube „Nuss“, welche ebenfalls bei Cornerstore arbeitet, heraus, dass Junior und Tulip die Babymaschine in Gang gesetzt haben und verfolgt die beiden. Er plant, das Baby zurück zum Chef zu bringen und diesen so dazu zu bringen statt Junior ihn selbst zu befördern.
Tulip und Junior treffen inzwischen auf einen sehr alten Storch namens Jasper. Dieser erklärt den beiden, dass die Babyproduktion der Störche damals aufgrund von ihm eingestellt wurde: er war für Tulips Auslieferung an die Menschen zuständig gewesen, wollte das süße Baby jedoch nicht hergeben. Um es für sich behalten zu können, zerstörte er die Adresse, an die Tulip hätte gebracht werden sollen. Er zeigt den beiden zudem, dass er die letzten Jahre damit verbracht hat, die Teile von Tulips Adresse wieder zusammenzusuchen, um Tulip ihr wahres Zuhause zeigen zu können. So zieht Jasper zusammen mit Tulip los, um sie ihrer Familie vorzustellen, während Junior das Baby alleine ausliefert.
Aufgrund von Hinweisen von Nuss wird Junior jedoch schnell von seinem Chef entdeckt, welcher ihm das Baby wegnimmt. Tulip kann, ohne ihre Eltern getroffen zu haben, Junior jedoch im letzten Moment noch retten und die beiden kehren zu Cornerstore zurück. Dort kämpfen Tulip und Junior zusammen gegen eine Armee von Pinguinen, welche die beiden in die Babyfabrik drängen. Als Ablenkung starten Tulip und Junior die Babymaschine und es werden tausende von Babys produziert. Zusätzlich wird in dem Gemenge die Verpackungsanlage für den Paketversand zerstört.
Um mit dieser Unmenge von Babys fertig zu werden, ruft Junior alle Störche sowie andere Vogelarten zusammen, um die Babys an die Menschen auszuliefern. Zudem bringt er Tulip endlich zu ihrer damals geplanten Familie, die sie freudig empfängt. Junior und Tulip werden schließlich zu den neuen Chefs des Babyversands und liefern zusammen Babys wieder in großem Stil an die Menschen aus.

## Produktion
Das Projekt wurde erstmals im Januar 2013 angekündigt, als Warner Bros. seinen „Think Tank“ für Animation mit einigen Regisseuren und Autoren gründete, um Animationsfilme zu entwickeln. Nicholas Stoller wurde vom Studio beauftragt, Störche zu kreieren und das Drehbuch zu schreiben, während Doug Sweetland für die Regie des Films übernahm.

### Musik
Die Filmmusik wurde von Mychael und Jeff Danna komponiert. Der Soundtrack enthält auch „Holdin‘ Out“, gesungen von The Lumineers. Der Soundtrack wurde am 16. September 2016 von WaterTower Music veröffentlicht. Der Film enthielt die Songs „How You Like Me Now“ von The Heavy, „And She Was“ von Talking Heads, „Keep on Loving You“ von REO Speedwagon und „Fire and the Flood“ von Vance Joy, aber diese Songs sind nicht im Soundtrack enthalten. Der Song „Kiss the Sky“ von Jason Derulo wurde für den Film komponiert, erscheint aber nicht im Soundtrack.

## Hintergrund
Der Film wurde von Sony Pictures Imageworks animiert und von Warner Bros. Animation mit einem Budget von ca. 70 Millionen USD produziert. Es handelt sich nach The LEGO Movie (2014) um den achten von Warner Bros. Animations produzierten Animationsfilm. Weltweit wurde der Film von Warner Bros. vertrieben.

## Synchronisation
| Rolle                   | Englischer Sprecher     | Deutscher Sprecher   | Rasse/Spezies |
| ----------------------- | ----------------------- | -------------------- | ------------- |
| Junior                  | Andy Samberg            | Sebastian Schulz     | Weißstorch    |
| Tulip                   | Katie Crown             | Nora Tschirner       | Mensch        |
| Hunter                  | Kelsey Grammer          | Klaus-Dieter Klebsch | Weißstorch    |
| Sarah Gardner           | Jennifer Aniston        | Ulrike Stürzbecher   | Mensch        |
| Henry Gardner           | Ty Burrell              | Sascha Rotermund     | Mensch        |
| Alpha Wolf              | Keegan-Michael Key      | Frank Rosin          | Wolf          |
| Beta Wolf               | Jordan Peele            | Nelson Müller        | Wolf          |
| Jasper                  | Danny Trejo             | Jan Spitzer          | Weißstorch    |
| Taube Nuss/Pigeon Toady | Stephen Kramer Glickman | Rick Kavanian        | Taube         |
| Nate Gardner            | Anton Starkman          |                      | Mensch        |

## Veröffentlichung
Störche sollte ursprünglich am 10. Februar 2017 in die Kinos kommen. Warner Bros. verschob diesen Termin jedoch zugunsten von The Lego Batman Movie. Stattdessen wurde Störche bereits am 23. September 2016 veröffentlicht, ein Datum, das ursprünglich für The Lego Ninjago Movie vorgesehen war. Dieser Film wurde daraufhin um ein Jahr verschoben.
Vor Störche wurde der fünfminütige Kurzfilm The Master gezeigt, der auf der Lego Ninjago-Reihe basiert. Später wurde der Kurzfilm erneut in ausgewählten britischen Kinos zusammen mit The Lego Batman Movie gezeigt.

## Kritik
Antje Wessels meinte auf filmstarts.de in ihrem Fazit: „Störche – Abenteuer im Anflug ist erzählerisch sehr schematisch geraten, bietet aber dennoch kurzweilige und einfallsreiche Animationsunterhaltung.“ Sie vergab 3,5 von 5 Sternen.

Hans Gerhold urteilte: 

„In der ersten Hälfte temporeich, aber mit Parallelhandlungen hektisch, kommt „Störche“ danach selbst zur eigenen Bestimmung. Da punktet das Abenteuer mit einem Rudel Wölfe, Action mit Pinguinen im Flüsterton und mit der Vision vom künftigen Leben des Babys im Zeitraffer. Wie „Pets“ und „Zoomania“ einfallsreich und vergnüglich vor allem für die Jüngsten.“